# Stoner rock
Stoner rock é um gênero musical que mescla elementos do doom metal e do acid rock. É caracterizado por possuir riffs marcantes, andamentos em tempo médio, vocais melódicos, afinação dos instrumentos abaixo do tom padrão e produção "retro". O gênero surgiu durante a década de 1990 e teve como percursores as bandas californianas Kyuss e Sleep.

## Terminologia
A expressão "stoner rock" pode ser originária do título de uma compilação de 1997, lançada pelo selo holandês  Roadrunner Records chamada de Burn One Up! Music for Stoners. Desert rock é uma expressão igualmente usada para descrever o estilo, e foi cunhado pela gravadora MeteorCity, em 1998. O Sludger rock é considerado seu principal subgênero; mas ao invés de predominar a atmosfera descontraída e os motivos psicodélicos do Stoner rock mais tradicional, o slugde dialoga mais fortemente com o doom metal, o punk hardcore e o blues-rock sulista.

## Historia

### Precursores (décadas de 1960 à primeira metade da década de 1980)
Como a maioria dos subgêneros da música, as origens do Stoner rock são difíceis de rastrear e identificar. No entanto, vários progenitores conhecidos e canções são amplamente creditados como elementos de estruturação do gênero. A banda Blue Cheer é considerada uma das pioneiras do estilo. De acordo com o crítico Mark Deming, o primeiro álbum do Blue Cheer, Vincebus Eruptum, é uma "celebração gloriosa do primitivismo do rock & roll, executado através de amplificadores Marshall suficientes para ensurdecer um exército".
Segundo a revista Rolling Stone: "O stoner rock lentificou e aumentou o volume dos riffs, o persistente legado do blues do Mississippi. As bandas britânicas Led Zeppelin e Black Sabbath foram os primeiros a fazer deste legado um monólito". Estas duas bandas, juntas de Jimi Hendrix, são indubitavelmente as maiores referências do Stoner Rock, mas outras influências podem ser rastreadas. O grupo de rock novaiorquino Sir Lord Baltimore também já foi chamados de "os padrinhos do stoner rock", assim como a banda Leaf Hound foi citada por influenciar inúmeras bandas no movimento stoner rock, incluindo Kyuss e Monster Magnet.  O álbum da banda  Primevil , Smokin' Bats at Campton's foi chamado de "pedra angular" de stoner rock. Jim DeRogatis acrescenta que as bandas de rock stoner  buscam inspiração de demais bandas psicodélicas e proto-metálicas como o Cream, Black Sabbath, Deep Purple, Jimi Hendrix, Rush, Mountain, Uriah Heep, UFO, Thin Lizzy, Writing on the wall, The Doors, Rainbow, Captain Beyond, Wool, Foghat,os primeiros álbuns do Judas Priest e o Blue Öyster Cult. A sonoridade dos primeiros  albuns do ZZ Top assim como o imaginário mescalero do deserto norte-americano também foram uma grande influencia. De certa forma, a verdadeira existência do Stoner Metal foram o final da década de 1960 e o inicio da década de 1970, sendo o que mais tarde veio se chamar de Stoner Rock, nada mais que um revival ou releitura de todo um subgênero.[carece de fontes?]

### Desenvolvimento inicial (segunda metade da década de 1980 à primeira metade da década de 1990)
A banda Monster Magnet, surgida em 1989 é talvez a primeira a unir o som tipico do Stoner Rock com o imaginário e a iconografia tipicas do que viria a ser o movimento a partir de seu batismo. Embora o Soundgarden, que lançou seu primeiro álbum em 1988, seja tipicamente associado com o estilo grunge,eles  também são citados como banda padrão de stoner rock durante a década de 1990. Na verdade, o grunge foi um rotulo criado pela mídia para definir uma determinada cena de rock à surgir no final dos anos 90 em Seattle, mas em termos de sonoridade tratava-se de uma releitura continuada do Hard rock lento e pesado dos anos 70, praticada por grupos locais influenciados pelas mesmas bandas precursoras do Stoner rock, porém acrescidos de uma forte influência Punk mais recente. Assim, além do Soundgarden, O Nirvana (na fase do album Bleach), o TAD, O Smashing Pumpkins, e os Melvins praticavam um som com elementos típicos do que seria batizado de Stoner Rock anos mais tarde. Fora da cena Grunge, outras bandas como o Trouble, a banda de música britânica do doom metal Cathedral, o White Zombie, o Corrosion of Conformity, o Clutch, os Sons of Otis e o Helmet investiam significativamente em uma música pesada lenta e baseada em grooves, ajudando a sedimentar o caminho do Stoner.
Durante o início até meados da década de 1990, enquanto o Grunge dominava as paradas de sucesso e atraia as atenções da mídia, um número de bandas do sul da Califórnia desenvolvia no underground um estilo que seria chamado finalmente de Stoner rock. Em 1992, o Kyuss emergiu da cena de Palm Desert com o álbum Blues for the Red Sun. Os críticos o saudaram como "um marco importante na música pesada", enquanto o semanário inglês NME descreveu sua música como uma tentativa de derreter  areia quente do deserto em metal. Em 1992, a banda de doom metal Sleep lançou seu álbum Sleep's Holy Mountain, e juntamente com o Kyuss foram anunciados pela imprensa especializada como líderes da cena stoner emergente. Juntamente com essas três bandas, os sul-californianos Fu Manchu, que lançaram seu álbum de estréia em 1994, são creditados como sendo "uma das bandas mais duradouras e influentes do gênero."  Em 1994, o Acid King de São Francisco e o Acrimony da Grã-Bretanha lançaram seus álbuns de estréia, os quais adotaram a mesma abordagem psicodélica para o doom metal.
Desde então o gênero não para de crescer e de se desenvolver em subgêneros, mundo afora, atingindo uma popularidade cada vez mais crescente com centenas de bandas e lançamentos fonográficos.